# Lacerta bedriagae
Lacerta bedriagae este o specie de șopârle din genul Lacerta, familia Lacertidae, ordinul Squamata, descrisă de Camerano 1885. A fost clasificată de IUCN ca specie cu risc scăzut.

## Subspecii
Această specie cuprinde următoarele subspecii:
- L. b. bedriagae
- L. b. ferrerae
- L. b. paessleri
- L. b. sardoa

## Galerie

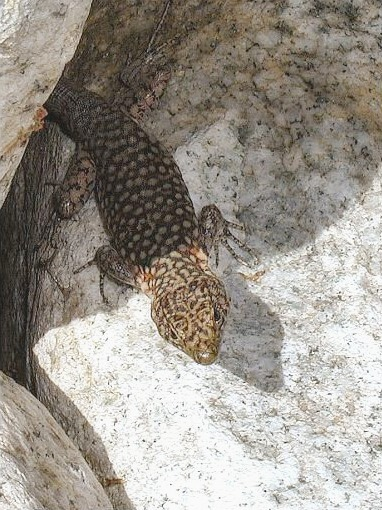
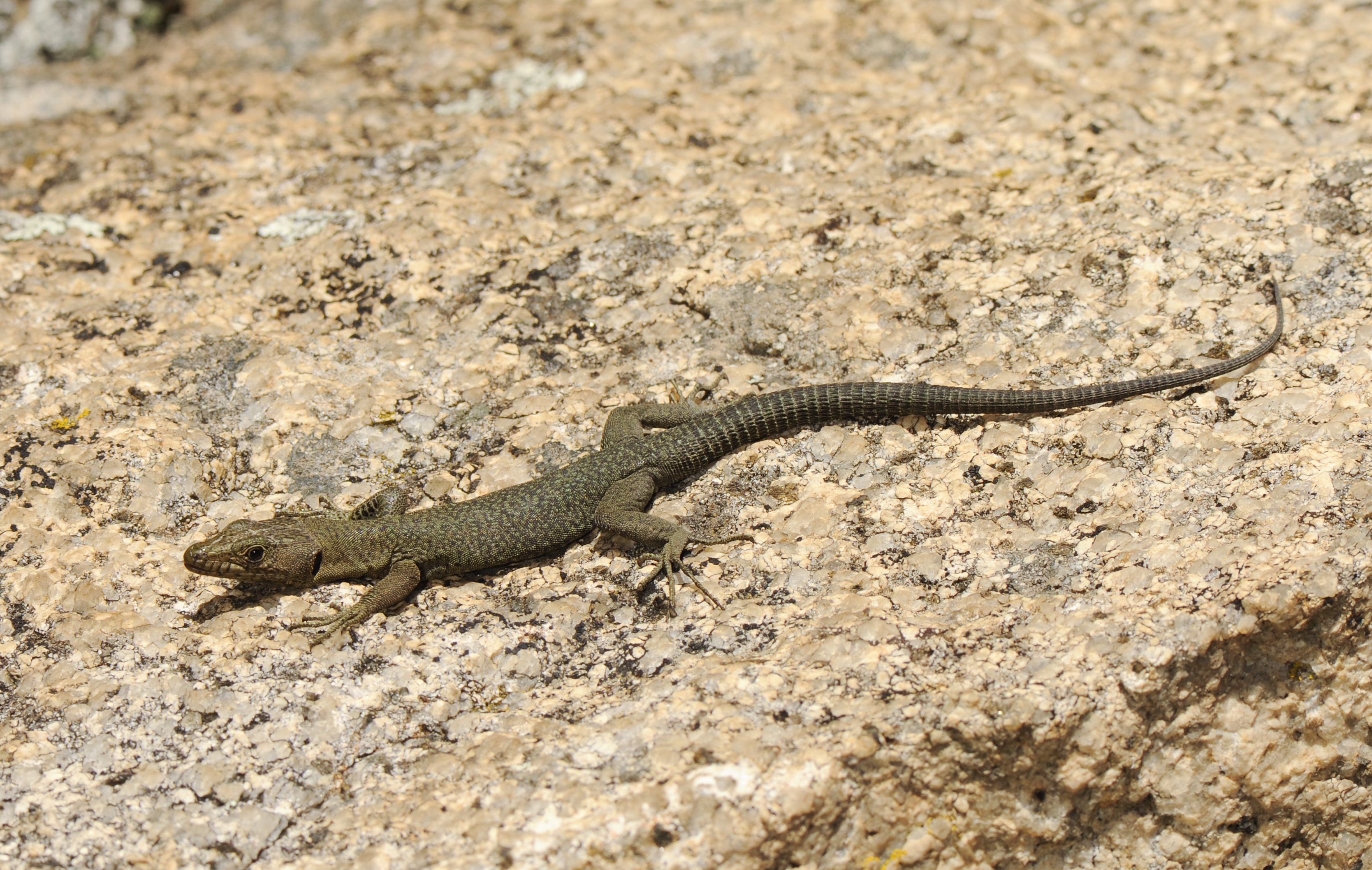
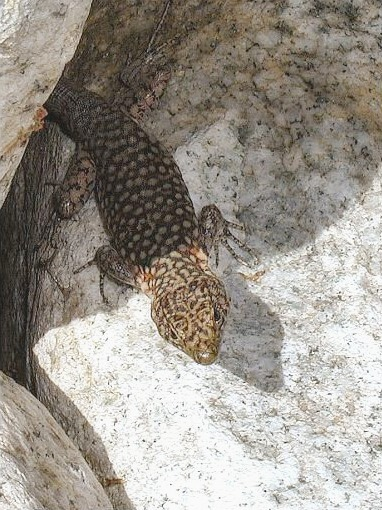